# Liste des évêques et archevêques de Valladolid
Pour un article plus général, voir Archidiocèse de Valladolid.
La liste des évêques et archevêques de Valladolid recense les noms des évêques qui se sont succédé à la tête du diocèse espagnol de Valladolid depuis sa création en 1595 puis des archevêques à partir de 1857, date de l'élévation au rang d'Archidiocèse de Valladolid. 

## Évêques de Valladolid
- Bartolomé de la Plaza (es) (1596 - 1600)
- Juan Bautista Acevedo Muñoz (es) (1601 - 1606)
- Juan Vigil de Quiñones y Labiada (es) (1607 - 1616) nommé évêque de Ségovie.
- JFrancisco Sobrino Morillas (ca) (1616 - 1618)
- Enrique Pimentel Zúñiga (es) (1619 - 1623) nommé évêque de Cuenca.
- Alfonso López Gallo (1624 - 1627)
- Juan de Torres Osorio (1627 - 1632)
- Gregorio Pedrosa Casares, O.S.H (1633 - 1645)
- Juan Merino López, O.F.M (1647 - 1663)
- Francisco de Seijas Losada (1664 - 1670) nommé évêque de Salamanque
- Jacinto de Boada y Montenegro (1670 - 1671)
- Gabriel de la Calle y Heredia (1671 - 1682)
- Diego de la Cueva y Aldana (1683 - 1707)
- Andrés Orueta Barasorda (1708 - 1716)
- José de Talavera Gómez de Eugenio, O.S.H (1716 - 1727)
- Julián Domínguez y Toledo (1728 - 1743)
- Martín Delgado Cenarro y Lapiedra (1743 - 1753)
- Isidoro Cossío Bustamente (1754 - 1768)
- Manuel Rubín Celis (1768 - 1773) nommé évêque de Carthagène
- Antonio Joaquín Soria (1773 - 1784)
- Manuel Joaquín Morón (1785 - 1801)
- Juan Antonio Pérez Hernández de Larrea (1802 - 1803)
- Vicente José Soto Valcárce (1803 - 1818)
- Juan Baltasar Toledano (1824 - 1830)
- José Antonio de Rivadeneyra (1830 - 1856)

## Archevêque de Valladolid
Les prélats avec l'indication de cardinal ont obtenu cette distinction durant leur siège à Valladolid, ne sont pas indiqué ceux qui l'ont obtenu postérieurement.
- Luis de la Lastra y Cuesta (1857 - 1863) cardinal, nommé archevêque de Séville.
- Juan de la Cruz Ignacio Moreno y Maisanove (1863 - 1875) cardinal, nommé archevêque de Tolède.
- Fernando Blanco y Lorenzo, O.P (1875 - 1881)
- Benito Sanz y Forés (1881 - 1889) nommé archevêque de Séville.
- Mariano Miguel Gómez Alguacil y Fernández (1889 - 1891)
- Antonio María Cascajares y Azara (1891 - 1901) cardinal, nommé archevêque de Saragosse.
- José Maria Cos y Macho (1901 - 1919) cardinal
- Remigio Gandásegui (es) (1920 - 1937)
- Antonio García y García (1938 - 1953)
- José García y Goldaraz (es) (1953 - 1970)
- Félix Romero Menjíbar (es) (1970 - 1974)
- José Delicado Baeza (es) (1975 - 2002)
- Braulio Rodríguez Plaza (2002 - 2009) nommé archevêque de Tolède
- Ricardo Blázquez Pérez (2010 - 2022) cardinal
- Luis Javier Argüello García (es) (2022 - ...)

## Évêques auxiliaires
- Mariano Cidad y Olmos (es) (1897-1903) nommé évêque d'Astorga.
- Pedro Segura y Sáenz (1916-1920) nommé évêque de Coria.
- Luis Javier Argüello García (es) (2016-2022), nommé archevêque de Valladolid.